# Catherine Taylor
Catherine Taylor (* 11. August 1989 in Whitby) ist eine britische Orientierungsläuferin.
Taylor gab 2012 in Lausanne ihr WM-Debüt. Ein Jahr später bei den Weltmeisterschaften im finnischen Vuokatti wurde sie Zehnte auf der Langdistanz. 2014 wurde Taylor überraschend Langdistanz-Dritte bei den Europameisterschaften in Palmela. Bei den Weltmeisterschaften 2014 in Italien wurde sie in der Staffel und im Mixedteam jeweils Sechste.
Catherine Taylor lebt seit 2011 in Uppsala und startet für den dortigen Verein OK Linné. In England lief sie zuvor für den Klub Cleveland OK. 2012 gewann sie die britische Meisterschaft im Sprint.

## Platzierungen
| Weltmeisterschaften  | Sprint | Mittel | Lang | Staffel | Mixed |
| -------------------- | ------ | ------ | ---- | ------- | ----- |
| 2012 Lausanne        | 38.    |        |      | 10.     |       |
| 2013 Vuokatti        |        |        | 10.  | 8.      |       |
| 2014 Trient/Venetien |        |        | 19.  | 6.      | 6.    |

| Europameisterschaften | Sprint | Mittel | Lang | Staffel |
| --------------------- | ------ | ------ | ---- | ------- |
| 2012 Falun            | 22.    |        | 47.  | 10.     |
| 2014 Palmela          |        |        | 3.   |         |

| Gesamt-Weltcup | Gesamt-Weltcup |
| -------------- | -------------- |
| 2010           | 120.           |
| 2011           | 119.           |
| 2012           | 35.            |
| 2013           | 49.            |